# Siva čaplja
Siva čaplja (znanstveno ime Ardea cinerea) je vrsta ptice iz družine čapelj (Ardeidae), razširjena po Evropi, Afriki in Aziji do nadmorskih višin okoli 1000 m, v glavnem pa v zmernem pasu. Pozimi se umakne z območij s hudim mrazom. Živi v gozdovih blizu rek, jezer, morske obale ali drugih mokrišč.

## Opis
Zgornji del trupa je sive barve, spodnji pa sivo-bele. Odrasle sive čaplje imajo belo glavo s široko črno nadočesno progo in rahlim grebenom, glava mladičev pa je bolj ali manj enakomerno siva. Kljun je močan, rumenkasto roza barve, svetlejši med paritveno sezono. Odrasla ptica je visoka slab meter in ima premer kril skoraj dva metra. Je močan letalec, v letu jo prepoznamo po počasnih zamahih kril in vratu, ki ga ukrivi v obliki črke S.
Prehranjuje se z malimi sesalci, ribami in dvoživkami, redkeje tudi z manjšimi ptiči in nevretenčarji, ki jih išče v plitvih vodah in na travnikih ter poljih. Plen ujame tako, da bliskovito iztegne vrat in ga zagrabi s kljunom.

## Gnezditev in razmnoževanje
Gnezdilna sezona se začne zgodaj februarja in traja do konca aprila. Gnezdi v kolonijah, ki lahko štejejo po več kot sto gnezd, a tudi osamljena gnezda niso redek pojav. Gnezdo zgradita oba partnerja iz vej po navadi na drevesih visoko nad tlemi in se vračata k njemu več let. Samica izleže 1-6 (največkrat 4 ali 5) svetlomodrih jajc ovalne oblike, valita jih oba starša. Inkubacijska doba znaša slab mesec. Mladiči so gnezdomci, zanje skrbita oba starša.

## Podvrste
Poznamo štiri podvrste:
- A. c. cinerea Linnaeus, 1758: Evropa, Afrika, zahodna Azija.
- A. c. jouyi – Clark, 1907: Vzhodna Azija.
- A. c. firasa – Hartert, 1917: Madagaskar.
- A. c. monicae – Jouanin & Roux, 1963: Otoki Banc d'Arguin, Mavretanija.

## Siva čaplja v Sloveniji
V Sloveniji gnezdi do 500 parov, prezimuje pa do 1800 osebkov.